# Сардиния
Сарди́ния (итал. Sardegna [sarˈdeɲɲa], сард. Sardigna [sar'dinja]) — остров в Средиземном море, расположенный к западу от Апеннинского полуострова между Сицилией и Корсикой, является вторым по величине островом Средиземного моря. Входит в состав Италии в качестве области, которая, благодаря распространению (помимо итальянского) также сардинского языка, имеет специальный статус и официально именуется автономной областью (итал. Regione Autonoma della Sardegna, сард. Regione Autònoma de sa Sardigna).

## Этимология
Древнегреческое Sardo, латинское Sardinia связывают с этнонимом сарды, названием неиндоевропейского населения острова, родственного иберам.

## Физико-географическая характеристика
Сардиния отделена от Корсики проливом Бонифачо, западные берега преимущественно низменные, восточные — крутые. Рельеф гористый (максимальная высота 1834 м — гора Ла-Мармора, массив Дженнардженту в центральной части острова), на юго-западе — массив Иглезиенте, отделённый от Дженнардженту низменностью Кампидано. Горы центральной Сардинии сложены преимущественно гранитами и кристаллическими сланцами, на западе и северо-западе — лавовые и туфовые плато. Общая площадь — 24 100,02 км².
На Сардинии представлены согласно залегающие отложения кембрийского-раннеордовикского возраста, достигающие толщины 1500—3000 м.
Климат сухой субтропический (средиземноморский), средняя температура января 7—10 °C, июля 24—26 °C. Основная часть осадков приходится на зиму, от 600 мм на равнинах до 1000 мм в горах[прояснить].
Главные реки острова:
- Тирсо,
- Флумендоса,
- Когинас,
- Чедрино.

Река Темо является единственной судоходной рекой на острове (длина части, пригодной для судоходства — около 6 км).
Единственным озером природного происхождения на острове является Барац.

## История
Археологическая история Сардинии начинается в эпохе неолита. Памятники неолита и энеолита на Сардинии — огромные «гробницы гигантов», гробницы типа «Домус-де-Джанас» и загадочный Сардинский зиккурат, напоминающий по форме зиккураты Месопотамии. Сардинские культуры поддерживали связь с минойским Критом и другими культурами Средиземноморья. Под влиянием Сардинии в доисторический период находилась Корсика, археологическая периодизация и памятники которой практически идентичны сардинским. 
На Сардинии почти все исследованные генетиками древние сардинцы происходили от ранних земледельцев острова вплоть до первого тысячелетия до нашей эры, за исключением образца из 3-го тысячелетия до нашей эры, который имел в основном североафриканское происхождение и, наряду с приблизительно одновременным ему иберийским образцом, документирует небольшой поток генов из Северной Африки в Европу в эпоху халколита.
Наибольшую известность древней Сардинии принёс нурагический период, оставивший после себя нураги — башни в форме усечённого конуса высотой 10—20 м, построенные сухой кладкой из крупных грубо обработанных камней, датируемые периодом XV—VII веков до н. э. Кроме нурагов, для этой культуры типичны выполненные в той же строительной технике, что и нураги, круглые в плане хижины, диаметром до 5—6 м, сгруппированные вокруг нурагов в поселения (нурагические деревни). Одним из наиболее сохранившихся нурагических комплексов является Су-Нуракси поблизости Барумини, внесённый в список всемирного наследия ЮНЕСКО. К этой же культуре, по-видимому, относятся и другие памятники древней архитектуры — «гробницы гигантов». Появление на острове нураг не совпало с появлением на Сардинии каких-либо новых генетических линий.
Для нурагийской культуры также типичны бронзовые статуэтки вотивного назначения (итал. bronzetti) — антропоморфные и зооморфные, а также статуэтки в форме лодок (итал. navicelli). Вопрос о происхождении сардов — обитателей острова нурагийского периода — неясен, некоторые египтологи (В. Б. де Руже, Ф. Ж. Шаба и др.) ассоциируют сардов с одним из «народов моря» — шерданами, совершивших попытку вторжения в Египет во время правления Мернептаха и Рамзеса III (XIII—XII века до н. э.), однако это мнение оспаривается. По мнению А. И. Немировского, носители нурагической культуры связаны с этрусками.
С Античными Критом и Сардинией связан созданный Гефестом страж богов Тал, сжигавший жертв (по Симониду, с Сардинии), отчего и получил название сардонический смех. По некоторым схолиям, убивал чужеземцев на Сардинии, куда прибыл с Миносом.
Основная иммиграция в Сардинию началась, по данным палеогенетиков, в 1-м тысячелетии до нашей эры. У жителей Сардинии увеличивается доля ближневосточного компонента и появляется степной компонент.
В VII веке до н. э. началась финикийская колонизация Сардинии. На острове были построены города Нора, Сульх, Бития, Таррос.
В 535 году до н. э. остров был подчинён Карфагену, в 238 году до н. э. Рим, воспользовавшись антикарфагенским восстанием наёмников, ливийцев и рабов, захватил Сардинию. После битвы при Каннах в 216 году до н. э. на острове вспыхнуло антиримское восстание двух пунийско-сардинских аристократов из Корнуса и Тарроса, Хампсикоры и Ганно. Римское войско из 22 000 пехотинцев и 1200 конницы под командованием Тита Манлия Торквата высадилась в Кальяри и одержало победу над Гиостом, сыном Гампсикоры, около Милиса. Затем римлянам пришлось сражаться с карфагенско-сардинским войском на юге острова в битве при Корнусе, которое произошло между Сесту и Дечимоманну, завершившееся победой римлян. Другое крупное антиримское восстание произошло в 177—176 годах до н. э. балары и иолаи были побеждены Тиберием Семпронием Гракхом, который согласно Титу Ливию убил и поработил около 80 тысяч местных жителей. Последние организованные восстания сардинцев были подавлены Марком Цецилием Метеллом в 115—111 годах до н. э. и Титом Альбуцием в 106 году до н. э. Однако сардинцы, живущие в непроходимых горах во внутренних районах острова, сопротивлялись римской колонизации вплоть до имперских времён.
В V веке Сардиния была захвачена вандалами, однако в VI веке византийский военачальник Флавий Велизарий в ходе карфагенской кампании против вандалов вернул Сардинию в состав Византии. Вождь «варваров» Госпитон позволил христианизировать центральную часть Сардинии — Барбаджу, которая до того была неподконтрольна ни Риму, ни вандалам.
После того, как мавры завладели Африканским экзархатом, островом продолжали править судьи или юдексы. После изгнания арабов в X веке наступила эпоха феодальной раздробленности. Основной формой политического устройства служил юдикат. Самым крупным из юдикатов был Арборейский.
С 1326 года Сардиния находилась под властью Арагонской династии; позднее принадлежала Испании.
В 1708 году, во время Войны за испанское наследство, Сардиния была захвачена Австрией, что было закреплено Раштаттским мирным договором в 1714 году.
В 1720 году по Лондонскому договору Сардиния была передана Савойской династии, в результате чего Пьемонт, Герцогство Савойя и Сардиния были объединены в Сардинское королевство, вошедшее в состав Королевства Италии после создания единого Итальянского государства.

## Административное деление
Область Сардиния разделена на 4 провинции и 1 метрополитенский город (с 2016 года):
| № | Провинции и метрополитенский город | Число коммун | Площадь, км² | Население, чел. (2017) |
| - | ---------------------------------- | ------------ | ------------ | ---------------------- |
| 1 | Кальяри                            | 17           | 1248         | 431 819                |
| 2 | Нуоро                              | 74           | 5786         | 211 605                |
| 3 | Ористано                           | 87           | 3034         | 159 667                |
| 4 | Сассари                            | 92           | 7692         | 493 331                |
| 5 | Южная Сардиния                     | 107          | 6339         | 355 371                |

Провинции Сардинии до 2016 года:
| №     | Провинция         | Число коммун | Площадь, км² | Население, чел. (2011) | Плотность, чел./км² |
| ----- | ----------------- | ------------ | ------------ | ---------------------- | ------------------- |
| 1     | Кальяри           | 71           | 4596         | 564 314                | 122,78              |
| 2     | Карбония-Иглезиас | 23           | 1495         | 129 297                | 86,47               |
| 3     | Медио-Кампидано   | 28           | 1516         | 101 716                | 67,09               |
| 4     | Нуоро             | 53           | 3934         | 159 659                | 40,58               |
| 5     | Ольястра          | 23           | 1854         | 57 928                 | 31,24               |
| 6     | Ольбия-Темпьо     | 26           | 3397         | 159 393                | 46,92               |
| 7     | Ористано          | 88           | 3040         | 165 069                | 54,30               |
| 8     | Сассари           | 66           | 4281         | 336 605                | 78,63               |
| Всего | Всего             | 377          | 24 090       | 1 673 981              | 69,48               |

## Население

### Языки
На большей части территории Сардинии традиционно говорят на диалектах сардинского языка: логудорский и нуорский диалекты занимают центр, а кампиданский — юг острова. На крайнем севере Сардинии распространены сассарский и галлурский языки, близкие к корсиканскому диалекту итальянского языка. В районе города Альгеро живут носители каталанского языка, а на островах Сан-Пьетро и Сант-Антиоко у юго-западной оконечности острова — носители диалекта табаркино лигурского языка. Наконец, в деревнях Арбореа и Фертилия сохраняются носители венетского, фриульского и истриотского, переселившиеся соответственно в 1920-е—1930-е годы и сразу после II Мировой войны.
В то же время в результате нескольких веков итальянской политики ассимиляции местные языки уже значительно потеснены итальянским языком. Так, согласно данным, опубликованным ISTAT в 2006 году, 52,5 % населения Сардинии говорит в семье только по-итальянски, 29,3 % использует итальянский и сардинский и лишь 16,6 % говорит только на сардинском (и других местных языках). В результате перехода на итальянский на острове образовалась местная разновидность итальянского языка — сардинский итальянский (italiano regionale sardo, IrS).

### Крупные населённые пункты
На карте обозначены крупные населённые пункты (коммуны) Сардинии:
| Кальяри Сассари Ористано Ольбия Темпьо-Паузания Тортоли Ланузеи Нуоро Терральба Кабрас Боза Санлури Карбония Иглезиас Куарту-Сант-Элена Ассемини Синнаи Дольянова АльгероНаселенные пункты Сардинии Условные обозначения: - — Более 100 000 чел. - — от 50 000 до 100 000 чел. - — от 20 000 до 50 000 чел. - — от 10 000 до 20 000 чел. - — от 5000 до 10 000 чел. |

## Экономика
ВВП Сардинии составляет 2,2 % от ВВП Италии. ВВП на душу населения — 19 654,3 евро.[когда?]
Крупный глинозёмный завод Eurallumina находится в Портовесме (Portovesme), в юго-западной части Сардинии. Главные районы производства овечьего сыра пекорино расположены на Сардинии.

### Туризм
Сардиния обладает морским побережьем длиной более 1800 км. Крупной курортной зоной на острове является Изумрудный Берег (Коста-Смеральда) на северо-востоке острова, который именуется Галлура. Его становление в качестве крупного туристического центра связано с деятельностью предпринимателя Ага-хана IV, который начиная с 1961 года реализовывал проект обустройства Северной Сардинии.
Достопримечательностями являются архитектурные памятники разных эпох: доисторические нураги и «могилы гигантов», некрополи финикийцев, амфитеатры и термы римлян, башни и крепости пизанцев и генуэзцев, романские церкви, готические и барочные соборы. Действует ряд музеев. В городке Оргозоло на востоке острова интерес представляют художественные граффити — «муралес».
- Горный пейзаж внутренней Сардинии
- Восточное побережье
- Пляж Ли Косси
- Орозеи
- Гольфо-Аранчи

Белый песок с пляжей считается достоянием Сардинии, его категорически запрещается брать с собой. Продавать песок, гальку и ракушки запрещено на Сардинии с 2017 года; такие действия караются штрафами.

## Транспорт
На Сардинии есть железные дороги. В двух городах — Сассари и Кальяри — есть трамвай (который, правда, называют лёгким метро).

## Культура
Кроме итальянского, на Сардинии говорят на сардинском языке, который, несмотря на свой статус регионального языка Европейского союза, постепенно уступает итальянскому.
Один из самых древних праздников на Сардинии — праздник Святого Эфизия (Sant’Efisio), покровителя главного города острова, Кальяри; с 1 по 4 мая, уже на протяжении более 350 лет, главные улицы города оживают и наполняются жителями со всех областей острова, которые дефилируют в традиционных костюмах. Цель шествия — донести статую Святого из Кальяри в город Нора, где собираются люди, чтобы почтить его память, а через пару дней обратно.
Сардская кухня: на Сардинии производится сыр касу марцу с личинками насекомых, который власти Италии одно время официально запрещали к продаже из-за санитарно-гигиенических соображений.